# Phanerostomum
Phanerostomum es un género de foraminífero bentónico considerado un sinónimo posterior de Discorbis de la familia Discorbidae, de la superfamilia Discorboidea, del suborden Rotaliina y del orden Rotaliida. Su especie tipo era Phanerostomum integerrimum. Su rango cronoestratigráfico abarcaba desde el Cretácico hasta la Actualidad.

## Clasificación
Phanerostomum incluye a las siguientes especies:
- Phanerostomum alloderma
- Phanerostomum asperum
- Phanerostomum atlanticum
- Phanerostomum bullaria
- Phanerostomum cribrum
- Phanerostomum dilatatum
- Phanerostomum globigerum
- Phanerostomum globulosum
- Phanerostomum globulus
- Phanerostomum hexacyclus
- Phanerostomum hexaleptum
- Phanerostomum hispidulum
- Phanerostomum integerrimum
- Phanerostomum lacerum
- Phanerostomum Iaeve
- Phanerostomum micromegma
- Phanerostomum micromphalum
- Phanerostomum microporum
- Phanerostomum oceanicum
- Phanerostomum ocellatum
- Phanerostomum paeonia
- Phanerostomum pelagicum
- Phanerostomum porulosum
- Phanerostomum quaternarium
- Phanerostomum scutellatum
- Phanerostomum senarium